# أدوية (شركة تونسية)
أدوية هي شركة متخصصة في إنتاج المنتجات الصيدلانية للاستخدام الطبي والبيطري. وهي واحدة من أكبر شركات الأدوية الخاصة في تونس، تأسست في 25 يونيو 1984 من قبل منصف الماطري وطاهر الماطري. تمتد مجموعة منتجات «أدوية» على العديد من التخصصات الطبية، بما في ذلك أمراض القلب، والأمراض الجلدية، والطب النفسي العصبي، والمسالك البولية.

## الحصة السوقية
وفقًا لمجموعة أكسفورد للأعمال، في عام 2008، بلغت الحصة السوقية الإجمالية 5.5٪، احتلت «أدوية» المرتبة الثانية بعد جمعية الصناعات الدوائية بتونس في معدل دوران المبيعات في المستشفيات والعيادات والصيدليات. في سوق الأعشاب والحشائش المستعملة في الأدوية (أوفيشينال)، زودت الأطباء والصيدليات بحصة سوقية تبلغ 8.4٪. لم يمثل سوق التصدير سوى جزء هامشي من نشاطها بنسبة 0.4٪، وكانت ليبيا الدولة الوحيدة التي قامت بالتصدير إليها. قامت شركة «الأدوية» بإصدار مؤشرات نشاطها لعام 2012، مبينة أن المبيعات وصلت إلى 67.15 مليون دينار في نهاية 2012 مقابل 55.05 مليون دينار لنفس الفترة من عام 2011، بنمو إجمالي قدره 22٪. إضافة إلى ذلك، لاحظت الشركة ارتفاع مبيعات الصادرات بنسبة 57٪ لتصل إلى 568 ألف دينار عام 2012 مقابل 362 ألف دينار عام 2011.

## قائمة المراجع
- مجموعة أكسفورد للأعمال (2008)، التقرير: تونس 2008، مجموعة أكسفورد للأعمال، ISBN:1902339932.

## روابط خارجية
- الموقع الرسمي